# 셀렝가강

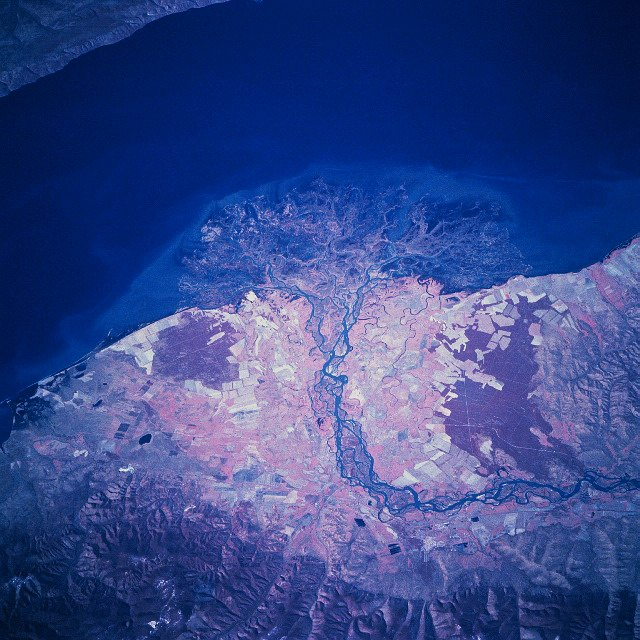
우주에서 본 셀렝가강 삼각주(1994년 10월)

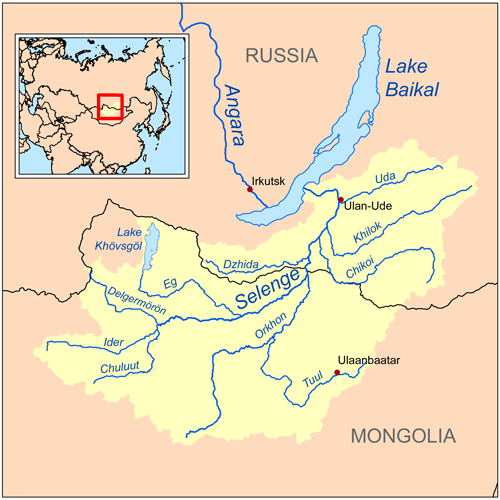
셀렝게강 강역

셀렝가강(偰輦河, 러시아어: Селенга) 또는 셀렝게강(몽골어: Сэлэнгэ мөрөн)은 몽골과 러시아를 흘러가는 강이다. 항가이산맥(몽골)에서 발원해서 바이칼호로 흘러 들어간다. 유역 길이는 1024 km이다. 셀렝가강은 예니세이강-안가라강 연결 지역에 있다.

## 기타
한국 역사에서 경주 설씨의 시조 설문질(偰文質), 덕수 장씨 시조 장순룡(張舜龍), 임천 이씨 시조 이현(李玄) 등이 셀렝가강 근처에서 나고 자랐다고 전해진다. 셀렌가강의 한자 표기인 설연하강(偰輦河江 또는 薛延河江)에서 경주 설씨가 유래하였다.

## 같이 보기
- 울란바토르